# Mines Advisory Group

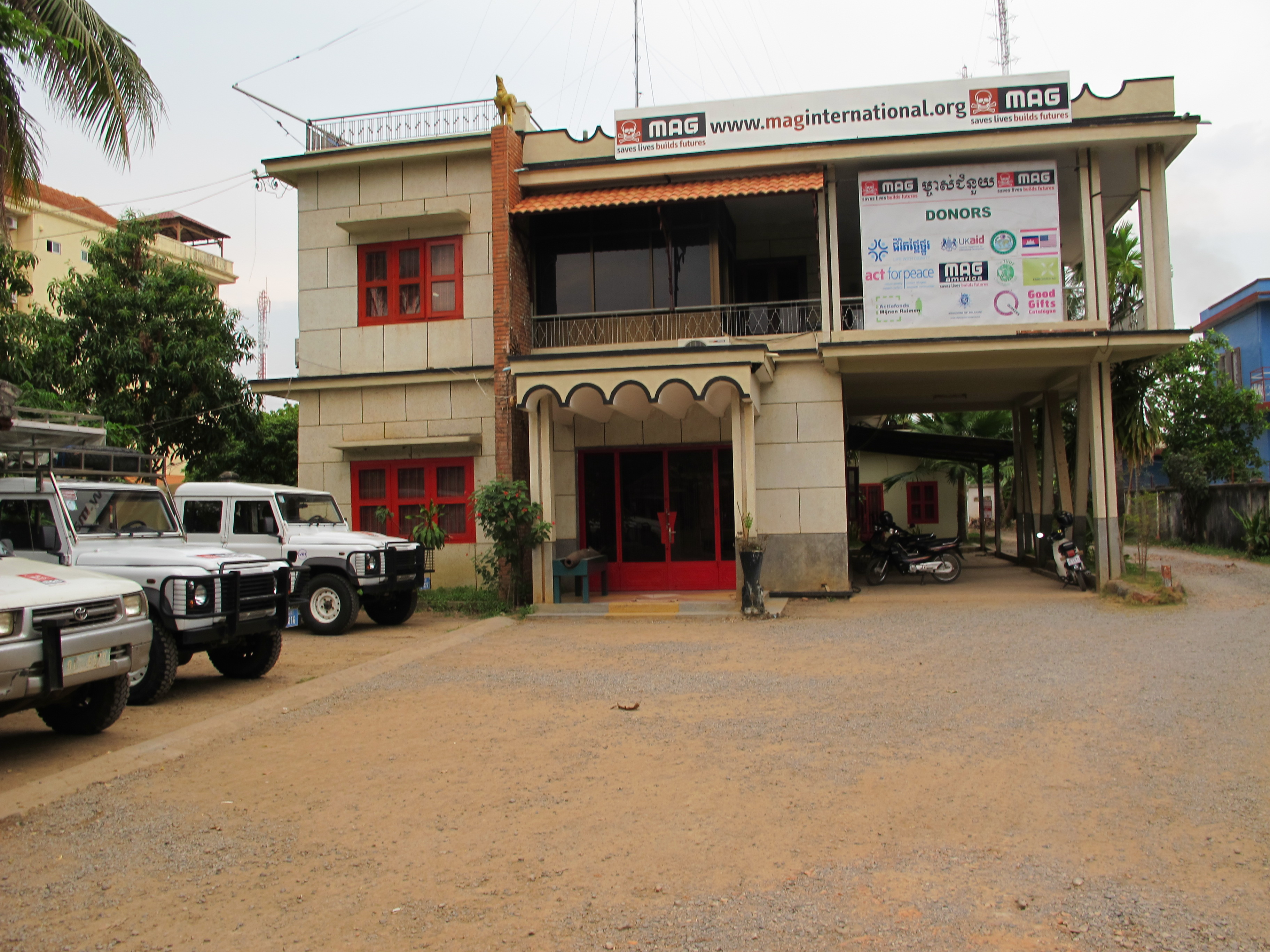
Geschäftsstelle der Mines Advisory Group in Battambang, Kambodscha.

Die Mines Advisory Group (MAG) ist eine international tätige Nichtregierungsorganisation, die Minen, leichte Waffen und Munitionsrückstände in aktuellen und ehemaligen Konflikt- und Krisengebieten räumt. Der Verein mit Sitz in Manchester finanziert sich hauptsächlich durch Spenden und staatlichen Unterstützungen.

## Geschichte
Die Gründung erfolgte 1989 durch einen ehemaligen Ingenieur der britischen Armee und seinem Bruder vor dem Hintergrund des Abzugs der sowjetischen Truppen aus Afghanistan gegründet. Die beiden Geschwister wollten sich für die Bekämpfung und Räumung von Landminen in Konfliktgebieten einsetzen. In Zusammenarbeit mit verschiedenen NGOs weitet sich die Arbeit in den folgenden Jahren international aus.
1992 ist die MAG an der Gründung der International Campaign to Ban Landmines beteiligt.
Bis zum Jahre 2010 ist und war die Organisation bereits in 37 Ländern tätig.

## Tätigkeitsfelder der Mines Advisory Group
Die Organisation räumt hauptsächlich Landminen, die gegen Personen oder Fahrzeuge gerichtet sind bzw. waren. Aber auch zurückgelassene explosive Munition oder nicht explodierte Sprengsätze werden entfernt.
Des Weiteren zählt auch die Entsorgung von Klein- und Leichtwaffen, wie Pistolen, Gewehre, Panzerabwehrwaffen oder Raketen- und Mörsersystemen mit einem Kaliber von unter 100 mm zu den Aufgabenbereichen der MAG.
Die Einsatzgebiete der Organisation befinden sich auf der ganzen Welt. Besonders aktiv ist die Mines Advisory Group in ehemaligen und aktuellen Krisengebieten in Afrika, Süd-Ost-Asien und Südamerika. Aber beispielsweise auch der Irak oder der Gaza-Streifen zählen zu den Einsatzgebieten.